# أبو مخنف
أبو مخنف لوط بن يحيى الغامدي الأزدي الكوفي (نحو 110 - 170 هـ / نحو 728 - 787م)، مؤرخ، وأحد أقدم مؤرخي العرب. شيعي، كوفي، من أهل العراق، طُعن في روايته للحديث، وفي بعض أخباره، وفيه يقول الذهبي: «إخباري تالف لا يوثق به»، وقال فرقد القزويني: «أبو مخنف في كتابه مقتل الحسين هو المصدر الرئيسي والمعتمد - لمعركة كربلاء - لمن جاء بعده...درسناه وحللناه ووجدنا ما أورده أبو مخنف لا صحة له». وقد تأثر أبو مخنف بأشياخه أمثال محمد بن إسحاق وسيف بن عمر، وحدث عنهما.
عرف أبو مخنف بعدائه للأمويين وكان مقربا من مجالس الخلفاء العباسيين. وهو من كبار فقهاء الشيعة زمن الخليفة المهدي، قال اليعقوبي: «وكان الفقهاء في أيامه  - المهدي -  أبا مخنف لوط بن يحيى». ويعد أبو مخنف أنشط الرجال الذين عنوا بتاريخ العراق، وقال ابن النديم: «أبو مخنف بأمر العراق وأخبارها وفتوحها يزيد على غيره. والمدائني بأمر خراسان والهند وفارس. والواقدي بالحجاز والسيرة. وقد اشتركوا في فتوح الشام». وهو من طبقة سيف بن عمر، ولم يصلنا من كتبه شيئًا، وجميع الكتب المطبوعة المنسوبه له لا تصح، وهي مغايرة أسلوب عصر أبي مخنف، ولا يتوافق مع ما أورد عنه الطبري.
يعده الشيعة من الأئمة الكبار الثقات. بينما أجمع أئمة الجرح والتعديل من أهل السنة والجماعة على الطعن فيه وأنه متروك الحديث يروي عن المجهولين. وقد اعتمد عليه الطبري في وقعة صفين والتاريخ الأموي والأحداث التي وقعت بعد وقعة الجمل، ويصبح بطل تاريخ الطبري من معركة (صفين) فيما بعد يساعد، المدائني وعوانة بن الحكم والواقدي وعمر بن شبة وابن الكلبي وأمثالهم. وبلغت مروياته في تاريخ الطبري (585) رواية. وكان أبو مخنف شيعيًا متعصبًا؛ وقد أفرد له الباحث يحيى بن إبراهيم اليحيى كتابًا اسماه: «مرويات أبي مخنف في تاريخ الطبري»، استعرض فيه ونقد بعض أسانيد روايات أبي مخنف بمنهجية علمية.

## سيرته وحياته

### النسب
- لوط بن يحيى بن سعيد بن مخنف بن سليم بن الحارث بن عوف بن ثعلبة بن عامر بن ذُهل بن مازن بن ذبيان بن ثعلبة بن الدؤل بن سعد مناة الغامدي الأزدي.
- ابنة زهير بن عبد الله بن زهير بن سليم الأزدي.[10]

### النشأة
ولد لوط في حدود سنة 110 هـ، ولا يوجد لدينا تاريخ محدد لسنة ولادته، ولكن من خلال روايته يقدر سنة ولادته، حيث يروي أخبار مقتل زيد بن علي بواسطة عبيدة بن الجعدة البارقي، أي أنه لم يدرك تلك الأحداث وخاصة أنه كوفي والأحداث جرت في الكوفة، فيكون في بداية العقد الثالث من القرن الأول طفلاً أو غلاماً. وأقدم من روى عنه أبو مخنف هو جابر بن يزيد الجعفي (ت 132 هـ)، ولم يروي عنه إلا خبر واحد، أي لم يدركه كثيراً.
وقد نشأ لوط في أسرة عربية من الأزد، هاجرت من الجزيرة العربية إلى العراق زمن الفتوح في خلافة عمر بن الخطاب، وجد أبيه هو الصحابي مخنف بن سليم. ترعرع أبي مخنف في عائلة شيعية، لذلك يرى النقاد عداء في رواية أبي مخنف تجاه الأمويون. وتلقى أبو مخنف تعليمه الأولي في الكوفة، ونشأ في كنف خاله الراوي الصقعب بن زهير الأزدي الذي كان من تلاميذ زيد بن أسلم.

## شيوخ أبي مخنف
كان أبي مخنف يروي عن المجاهيل كثيرًا في روايته، وشخصيات لا ترد إلا عن طريقه، ومع ذلك روى أبي مخنف عن بعض المشاهير أمثال الآتي ذكرهم:
جابر بن يزيد الجعفي (ت 132 هـ) أقدم من روى عنه أبي مخنف، ويبدوا لم يدركه كثيرًا فروى عنه روايتين، وكان جابر من شيوخ سيف بن عمر أيضًا. وحدث عن يحيى بن هانئ بن عروة المرادي (ت 132 هـ) خبر واحد ويبدوا أنه لم يدركه إلا زمناً قصير، وأخذ عن صاحب التفسير عطية بن الحارث الهمداني (50 هـ - 138 هـ ) وروى عنه ست روايات، وكان عطية من كبار شيوخ سيف بن عمر ونقل عنه عشرات الروايات. كما روى عن طلحة بن الأعلم (60 هـ - 142 هـ) - تلميذ الشعبي - رواية واحده عن طلحة عن ماهان (83 هـ)، كما روى سيف بن عمر عن طلحة بن الأعلم عن ماهان وأكثر عنه بعدة طرق.
وكان أكبر أساتذة أبي مخنف هو مجالد بن سعيد (ت 144 هـ)، وقد روى عنه ست عشر رواية في تاريخ الطبري عن عامر الشعبي، ويعد أبو مخنف وسيف بن عمر أشهر تلاميذ مجالد وهما يكثران الرواية عنه. وروى أبي مخنف عن إسماعيل بن أبي خالد مولى بجيلة (145 هـ) أحداث مسير عائشة إلى البصرة، وكان إسماعيل إخباري مشهور، وأخذ عنه في التاريخ أيضًا: محمد بن إسحاق، وسيف بن عمر. وأخذ عن عبد الملك بن أبي سليمان (ت 145 هـ) رواية، وعبد الملك من أشياخ سيف بن عمر أيضًا. ونقل عن الأجلح بن عبد الله (ت 145 هـ) رواية، والأجلح من أشياخ سيف بن عمر أيضًا. وأخذ عن الأخباري الشهير محمد بن السائب الكلبي (60 هـ - 146 هـ) أخبار وقعة دير الجماجم، وروى عنه أخبار أخرى كثر.
وأخذ عن عمران بن حدير (149 هـ) رواية واحده، ومن مشايخ أبي مخنف زكريا بن أبي زائدة (ت 149 هـ) وروى عنه ثلاث روايات كلها تنتهي إلى أبي إسحاق السبيعي، وروى سيف بن عمر نفس السند عن زكريا عن أبي إسحاق. وأخذ أبي مخنف عن أبي جناب يحيى بن أبي حية (150 هـ) وكان يحيى من كبار مشايخ أبي مخنف وروى عنه ثلاثة وعشرين رواية، وأبي جناب من مشايخ سيف بن عمر أيضًا. وروى عن إسحاق بن راشد (ت 151 هـ) روايتان، وأخذ عن المؤرخ الشهير محمد بن إسحاق (60 هـ- 151 هـ) عدة روايات، وحدث عن الإخباري أبو المثنى الشرقي بن القطامي (ت 155 هـ) عدة روايات، و وروى عن الأخباري الشهير عبد الله بن عياش المنتوف (ت 158 هـ) بضع روايات منها واحده في تاريخ الطبري، وروى عن يونس بن أبي إسحاق (ت 159 هـ) وأكثر عنه، ويعد من كبار مشايخ أبي مخنف. وأخذ عن المؤرخ الشهير سيف بن عمر (نحو 90 هـ - 180 هـ) عدة روايات . كذلك روى عن مجاهيل في أخبار صفين والزمن الأموي كثيرًا في عاطفة لتشيعه. ويشك بعض النقاد في وجود هؤلاء الرجال الذي يروي عنهم أو حقيقة الأحداث التي تفرد بها.

## طلاب أبي مخنف
- ابن الكلبي.
- وكيع بن الجراح.
- علي بن محمد بن أبي الخصيب.

## رأي أهل السنة فيه
أجمع أئمة الجرح والتعديل من أهل السنة والجماعة على الطعن في روايته للحديث، على أنه مرجع لكثير من العلماء في أخبار العراق رغم تشيعه، ومن أقوال أهل الحديث فيه:
- قال يحيى بن معين: «أَبُو مخنف ليس بشَيْءٍ»،[56] وفي موضع آخر قال: « ليس بثقة».[57]
- قال أبو حاتم الرازي: « مَتْرُوك الحَدِيث».[58] «وسئل عنه مرة فنفض يده، وقال: أحد يسأل عن هذا!».[59]
- قال ابن عدي: « شيعي محترق، صاحب أخبارهم. وإنما وصفته لا يستغنى عن ذكر حديثه فإني لا أعلم له من الأحاديث المسندة ما أذكره، وإنما له من الأخبار المكروه الذي لا أستحب ذكره».[60]
- قال منصور بن عراق: «لوط بن يحيى أَبُو مخنف كَذَّاب تَالِف».[61]
- قال الدارقطني: «لوط بن يحي الكوفي، أبو مخنف، إخباري ضعيف».[62]
- قال الذهبي: «أَبُو مخنف الكوفي الرافضي الإخباري صاحب هاتيك التصانيف».[63]
- قال ابن حجر العسقلاني: «لوط بن يحيى أبو مخنف، أخباري تالف، لا يوثق به».[64]
- قال المرتضى الزبيدي: «أبو مخنف، لوط بن يحيى: أخباري، شيعي، تالف، متروك».[65]

## رأي الشيعة فيه
- قال الشيخ النجاشي: «أبو مخنف، شيخ أصحاب الاخبار بالكوفة ووجههم، وكان يسكن إلى ما يرويه، روى عن جعفر بن محمد عليه‌ السلام. وقيل: إنه روى عن أبي جعفر عليه‌ السلام، ولم يصح».[66]
- قال الخوئي: «ثقة، مسكون إلى روايته».[67]
- قال عباس القمي: «من أعاظم مؤرّخي الشيعة، ومع اشتهار تشيّعه اعتمد عليه علماء السُنّة في النقل عنه كالطبري وابن الأثير وغيرهما، وليعلم أنّ لأبي مخنف كتباً كثيرة في التأريخ والسير».[68]

## آراء أخرى
- قال الجاحظ 255هـ «من الرواة والنسابين والعلماء» ويقول أيضاً «يؤخذ منه، ويُطعن عليه» [69][70]
- قال اليعقوبي 284هـ «وكان الفقهاء أيام المهدي محمد بن عبدالرحمن .. وأبو مخنف لوط بن يحيى»
- قال الطبري 310هـ «أبو مخنف لوط بن يحيى، الذي يُروى عنه أيام الناس».[71]
- قال المسعودي 346هـ «من أهل المعرفة بأيام الناس واخبار من سلف، ابن دأب، والهيثم بن عدي، وأبو مخنف لوط بن يحيى».[72]
- قال عنه ياقوت الحموي 626هـ «كان راويةً اخبارياً، صاحب تصانيف في الفتوح وحروب الإسلام».[73]
- قال عنه ابن كثير 774هـ «هو أحد ائمة هذا الشأن» أي التاريخ.[74] ويرد ابن كثير على تضعيف أبو مخنف بالحديث وتوثيقه بالأحداث التاريخية فيقول «وأكثره من رواية أبي مخنف لوط بن يحيى، وقد كان شيعياً، وهو ضعيف الحديث عند الأئمة، ولكنه أخباري حافظ، عنده من هذه الأشياء ما ليس عند غيره، ولهذا يترامى عليه كثير من المصنفين مِمَن بعده، والله أعلم».[75]
- قال عنه ابن سعد 230هـ «أبو مخنف لوط بن يحيى الذي يُروى عنه أحاديث الناس وأيامهم».[76]
- ويقول ابن قتيبة 276هـ «كان صاحب أخبار وأنساب، والأخبار عليه أغلب».[77]
- قال عنه الطوسي 460هـ «وله كتب كثيرة في السير».[78]

## مؤلفاته
بدأ أبي مخنف في التصنيف والتأليف في زمن أبو جعفر المنصور، وبسبب هذه البداية المبكرة في التصنيف، زادت مصنفات أبي مخنف على ثلاثون رسالة، وتلك الرسائل يبدوا أنها كانت كتابًا واحد مقسمًا نيف وثلاثون بابًا يبدأ من وفاة الرسول مرورا بأحداث القرن الأول الهجري إلى آخر خلافة بني أمية، ولم يصلنا من هذه الرسائل شيئا وهي في مفقود التراث، أما المصنفات التي وصلت إلينا منسوبة إليه فهي من وضع المتأخرين. وقد حفظ البلاذري والطبري في تاريخه كثيراً من محتويات تلك الرسائل، والثابت له من تلك الرسائل الآتي:
1. الردة
2. فتوح الشام
3. فتوح العراق
4. الشورى ومقتل عثمان
5. الجمل
6. صفين والحكمين
7. مقتل محمد بن أبي حذيفة ومحمد بن أبي بكر والأشتر
8. النهروان والخوارج
9. الغارات
10. الخريت بن راشد وبني ناجية الخوارج
11. مقتل علي بن أبي طالب
12. مقتل المستورد بن علفة الخارجي
13. مقتل حجر بن عدي
14. أخبار زياد بن أبيه
15. مقتل الحسين بن علي بن أبي طالب
16. وفاة معاوية وولاية ابنه ووقعة الحرة وحصار بن الزبير
17. كتاب أبو بلال الخارجي مرداس بن حدير
18. مرج راهط وبيعة مروان ومقتل الضحاك بن قيس الخارجي
19. سليمان بن صرد وعين الوردة
20. أخبار المختار بن أبي عبيد
21. حديث باخمرا ومقتل بن الأشعث
22. مقتل عمر بن سعيد بن العاص
23. مصعب بن الزبير وولايته العراق
24. مقتل عبد الله بن الزبير
25. نجدة أبو فديك
26. حديث الأزارقة المسمى الخوارج والمهلب بن أبي صفرة
27. حديث رستقباذ
28. مقتل شبيب الحروي وصالح بن مسرح ومطرف بن المغيرة
29. دير الجماجم وخلع بن الأشعث
30. يزيد بن المهلب ومقتله بالعقر
31. زيد بن علي ويحيى بن زيد
32. خالد القسري ويوسف بن عمر وموت هشام وولاية الوليد

وينسب إليه في فنون أخرى غير أخبار الإسلام، الآتي: كتاب «أخبار آل مخنف بن سليم» صنفه في جد أبيه وبنوه، و«كتاب المعمّرين» وينقل عنه ابن حجر ويتصف بالأساطير والمبالغة، وينسب إليه «كنز الأنساب وأخبار النساب» مترجم إلى الفارسية تحت عنوان بهر الانصاب، ولا يصح عنه أنه كان نسابة.
وقد اعتمد الطبري بشكل أساسي على كتاب التاريخ لأبي مخنف في أحداث الجمل وما تلاه، حيث ينتهي كتاب «الردة والفتوح وكتاب الجمل» لسيف بن عمر بأحداث سنة 36 هـ، والذي اعتمد عليه الطبري وفضله على غيره. وينقطع صوت سيف تماماً في صفين، ليرتفع صوت أبي مخنف الذي يتسلم دوره، ويصبح بطل كتاب تاريخ الطبري من معركة صفين فيما بعد، يساعد المدائني وعوانة بن الحكم والواقدي وعمر بن شبة وابن الكلبي وأمثالهم.
أعتمد أحمد بن أعثم على أبي مخنف في الفتنة والجمل وأخبار صفين والنهروان والغارات ومقتل الحسين وفترة بني أمية.
كما أعتمد أبو حنيفة الدينوري في الأخبار الطوال على أبو مخنف، ولم يصرح بنقله عنه. كما نقل أبو الحسن المدائني عن أبي مخنف في أخبار الجمل وصفين الواردة في تاريخ الطبري، كما نقل المدائني في كتابه فتوح العراق عن أبي مخنف، ومادة فتوح العراق موجودة في كتاب «الاكتفاء بما تضمنه من مغازي رسول الله والثلاثة الخلفاء» ولكن دون أسانيد، وبالمقارنة مع ما أورده الدينوري يتضح أن المدائني اعتمد على أبي مخنف في أخبار معركة الجسر وحتى القادسية. وأسلوب المدائني هو عرض جميع الأسانيد والأخبار ثم نقدها، ولكن لم يصلنا كتابه إلا ما بقي منه في الطبري والاكتفاء ونحوهما.

## الوفاة
اختلف في سنة وفاة أبي مخنف على أقوال، وعلى الأرجح توفى سنة 175 هـ، عن عمر نيف وستين عامًا. وزعم الحموي أنه توفى سنة 157 هـ ونقل عنه الذهبي وغيره، وذلك لا يصح حيث ثبت إن أبي مخنف كان حيا طيلة فترة خلافة الخليفة المهدي (158 هـ - 169 هـ). وسبع وخمسين ومائة نشأة عن تحريف خمس وسبعين ومائة، ويؤكد ذلك أن ابن النديم في الفهرست ذكر أبي مخنف بعد أبو معشر المدني المتوفى 170 هـ، وهو يصنف المؤلفين وفق تسلسل وفاتهم.
أما علماء الجرح والتعديل أمثال ابن عدي وابن حجر زعما أن أبي مخنف توفي نحو سنة 170 هـ. وقد صوب الذهبي في ميزان الاعتدال ما ذكره في سير أعلام النبلاء وقال: «أبي مخنف...روى عنه المدائني، وعبد الرحمن بن مغراء. مات قبل السبعين ومائة». وسلاسل الأسانيد تؤكد أن أبي مخنف توفي بعد سنة 170 هـ، حيث كان محمد بن سعد البغدادي ينقل عنه بواسطة، بينما نجد خليفة بن خياط أستاذ محمد بن سعد البغدادي، كان ينقل عن سيف بواسطتين، أي أن خليفة كان بعيد الزمن عن سيف، بينما تلميذ خليفة ابن سعد لم يكن بينه وبين أبي مخنف إلا رجل في السند. ومن خلال التسلسل الزمني للأسانيد يجزم بعض المؤرخون أن أبي مخنف مات في زمن هارون الرشيد.

### هوامش
1. ↑  اليعقوبي يذكر الفقهاء والمؤرخين المشاهير من كافة الطوائف، فذكر محمد بن السائب الكلبي وأبو حمزة الثمالي في فقهاء زمن أبو جعفر المنصور، وهما من مشاهير الشيعة، وذكر عمرو بن عبيد وهو من أعلام المعتزلة والقدرية. انظر: تاريخ اليعقوبي 2 / 391). نسخة محفوظة 2022-04-19 على موقع واي باك مشين.